# Leon Kunys
Leon Kunys (ur. 3 kwietnia 1912 w Wierzchaczewie, zm. 1991) – polski rzemieślnik, poseł na Sejm PRL V kadencji.

## Życiorys
Uzyskał wykształcenie podstawowe, z zawodu rzemieślnik. Uzyskał tytuł mistrza ślusarskiego, prowadził własny warsztat usługowy w Poznaniu. W 1969 uzyskał mandat posła na Sejm PRL w okręgu Poznań. Zasiadał w Komisji Drobnej Wytwórczości, Spółdzielczości Pracy i Rzemiosła, Komisji Przemysłu Lekkiego oraz w Komisji Przemysłu Lekkiego, Rzemiosła i Spółdzielczości Pracy. Został odznaczony Złotym Krzyżem Zasługi. Pochowany 8 kwietnia 1991 w Poznaniu na cmentarzu komunalnym Junikowo.